# Nižná Myšľa
Nižná Myšľa (in ungherese Alsómislye) è un comune della Slovacchia facente parte del distretto di Košice-okolie, nella regione di Košice.